# سباق طواف فرنسا 1924
سباق طواف فرنسا 1924 من سلسلة سباقات سباق طواف فرنسا. أقيم هذا السباق في تاريخ 22 يونيو - 20 يوليو 1924 على 15 مراحل. بعد مرور 222 ساعة و15 دقيقة و30 ثانية وبعد طي 5425 كم بمتوسط 23.972 كم في الساعة فاز بالميدالية الذهبية أوتّافيو بوتيكيا من إيطاليا، فيما حصد نيكولا فرانتز من لوكسمبورغ الميدالية الفضية، وكانت الميدالية البرونزية من نصيب لوسيان بيوس من بلجيكا.

## الميداليات
| ذهب                       | فضة                       | برونز                |
| أوتّافيو بوتيكيا - إيطاليا | نيكولا فرانتز - لوكسمبورغ | لوسيان بيوس - بلجيكا |